# Binbogami ga!
Binbogami ga! ( 貧乏神が!, Literalmente, "esta maldita Diosa de la pobreza!"), es un manga de comedia japonesa creado por Yoshiaki Sukeno fue serializado en la revista Jump Square de Shueisha entre los números de julio de 2008 y agosto de 2013. Una adaptación de anime de Sunrise se emitió en Japón entre el 4 de julio y el 26 de septiembre de 2012.

## Argumento
Ichiko Sakura es una estudiante de secundaria de 16 años que siempre ha tenido mucha suerte a lo largo de su vida. Esto se debe a que su cuerpo posee una cantidad extraordinaria de energía "Fortune", que se extrae de su entorno, lo que hace que el mundo se desequilibre. Para rectificar esto, un dios de la desgracia llamado Momiji es enviado al mundo humano para atacar a Ichiko y robar su energía de la fortuna para reequilibrar el mundo.

## Personajes

### Personajes principales
Ichiko Sakura (桜 市 子 Sakura Ichiko)
Expresado por: Kaori Nazuka (vomic), Kana Hanazawa (anime) (japonés)
Una chica de secundaria de 16 años que tiene una gran cantidad de energía de la fortuna que le otorga una belleza extrema, una gran inteligencia, riqueza y salud. Sus niveles de fortuna son tan altos que inconscientemente absorbe la suerte de los demás, lo que hace que sean menos afortunados. Ella es adorada por los chicos de la escuela secundaria mientras que las chicas la detestan, y su dulce apariencia oculta una personalidad feroz. Debido a un trauma del pasado, tiene miedo de acercarse a los demás, ya que no quiere ser traicionada, a menudo dejándola sola. Utilizando un objeto mágico que le dio Bobby, conocido como Somin Shōrai, Ichiko puede manifestar su energía de la Fortuna en versiones similares a animales de peluche del zodiaco chino. Cuando se extrae de su cuerpo, la energía de la Fortuna de Ichiko se puede dar a otros que están en peligro para ayudarlos.
Momiji (紅葉)
'Expresado por: Yūko Sanpei (vomic), Yumi Uchiyama (anime) (japonés)
Una Diosa de la desgracia que es enviado desde otro mundo para restablecer el equilibrio de energía en la Tierra al robarle la energía de la Fortuna a Ichiko, aunque su energía de la Infortunio a menudo pierde la energía de la Fortuna de Ichiko. Su brazo derecho está tan concentrado de infortunio que lo envuelve en un yeso, usándolo como soporte para varios dispositivos como jeringas. Ella también es capaz de transformarse en una forma de espíritu para atravesar barreras. Ella está constantemente chocando con Ichiko mientras trata de robar su energía de la Fortuna, y se siente particularmente irritada cuando su Ichiko se burla del pecho plano de Momiji, Sin embargo, a menudo se encuentra compadeciéndose de Ichiko, a menudo animándola a tratar de usar su energía de la Fortuna para ayudar a otros. Cada vez que toma un baño en el mundo humano, pierde su energía de la desgracia y cambia a una personalidad más brillante, pero volverá a la normalidad si se ensucia de nuevo. Ella tiene el hábito de elegir la nariz, que es un tributo a la serie de anime. FLCL, cuyo personaje excéntrico, Haruko Haruhara, se parece en cierto modo a ella. En la escuela (para encontrar cualquier apertura hecha por Ichiko), se llama Momiji Binbouda (保 田 紅葉).

### Humanos
Bobby (懋 琵 威 ビ Bob Bobī)
Expresado por: Yoshihisa Kawahara (japonés)
Un monje pervertido vagando por el mundo para exterminar a los espíritus malignos o dioses, aunque la mayor parte del tiempo está persiguiendo a mujeres con grandes pechos. Él puede sentir la energía de felicidad de Ichiko y es capaz de hacer Soumin Shourais.
Keita Tsuwabuki (石 蕗 恵 汰 Tsuwabuki Keita)
Expresado por: Kōki Uchiyama (japonés)
Un joven apuesto y uno de los compañeros de clase de Ichiko. Trabaja muchos trabajos de medio tiempo para proveer a sus cuatro hermanos, lo que también es la causa de que él duerma en clase; Él sirve como tutor de sus hermanos en ausencia de sus padres. Generalmente considerado como el más serio del reparto, sin embargo, tendrá un gran interés en las oportunidades para ganar algo de dinero para mantener a su familia. Más tarde se reveló que en realidad era extremadamente popular entre las chicas, pero debido a los sentimientos y la posesividad que Nadeshiko tenía hacia él, Keita nunca ha escuchado nada de otras chicas, ya que utiliza varias formas de evitar que otras chicas se acerquen a Keita. Después de pasar tiempo con su familia mientras ella tenía la forma de un niño, Ichiko gana gradualmente un interés romántico en él a lo largo de la serie. Él también desarrolla sentimientos por ella después de que se conviertan en amigos. Al final del manga Ichiko y Keita están saliendo.
Ranmaru Rindo (龍胆 嵐 丸 Rindō Ranmaru)
Expresado por: Haruka Tomatsu (japonés)
Es una chica masculina que se traslada a la clase de Ichiko, usualmente vestida como un hombre delincuente, habiendo sido criada como un niño por su padre para suceder a su dojo de karate. A pesar de ser dura en el exterior, a menudo anhela estar más en contacto con su lado femenino y está enamorada de Keita. Después de que Ichiko salva su vida con energía de felicidad, Ranmaru se convierte en su primera amiga verdadero, y la segunda persona que realmente cuida desde Suwano. Aparentemente desarrolla sentimientos por Momo'o Inugami, pero después de su partida al final de la serie, acepta salir con cualquier chico que pueda derrotarla en una pelea.
Nadeshiko Adenokouji ( 艶 光 路 撫 Adenokōji Nadeshiko)
Expresado por: Sayaka Kanda (japonés)
Presentada al final de la serie de manga, Nadeshiko es una pequeña Kunoichi infantil que se enorgullece de ser una niña de educación superior. Ella es experta en su forma de arte Ninjitsu, ya que fue capaz de poner trampas y esconderse alrededor de la casa de Ichiko para su gran disgusto y la de Momiji. Ella está enamorada de Keita, fue salvada por él una vez cuando eran niños y lo ha estado acosando desde entonces, razón por la cual ella misma aprendió habilidades de ninja y también es la razón por la que otras chicas no pueden acercarse a Keita. En el anime, ella aparece al final de cada episodio para señalar sus apariciones.
Shinobu Daimon (大門 忍 Daimon Shinobu)
El mayordomo pervertido de Nadeshiko, o específicamente, el lolicon pervertido. Nunca permitirá que los pechos de su maestro crezcan más de lo que son.
Kikunoshin Suwano (諏 訪 野 菊 之 Suwano Kikunoshin)
Expresado por: Hiroshi Naka (japonés)
El antiguo mayordomo de Ichiko, quien había sido su tutor durante mucho tiempo y era la primera persona que realmente le importaba. Después de que casi muere como resultado de toda la fortuna que Ichiko le había arrebatado inconscientemente a lo largo de los años, Ichiko lo despide de su posición para que pueda vivir su vida con seguridad. Actualmente está viajando por el mundo con su nueva esposa. A lo largo de la historia, Suwano continúa en contacto con Ichiko a través de una serie de cartas, que ella atesora y guarda en una caja.
Akane Tange (丹 下 茜 Tange Akane)
Expresado por: Kozue Hirashima (japonés)
Uno de los compañeros de clase de Ichiko. Ella detesta a Ichiko como a las otras chicas (excepto a Ranmaru). Siempre se la ve con sus dos amigas. Se insinúa que a ella le importa su aspecto. Ella tiene el pelo largo de color marrón oscuro con su flequillo diseñado en un lado con dos pequeñas horquillas. Ella se siente atraída por Ranmaru Rindou, aunque cualquier intento de acercarse a su resultado en malas interpretaciones cómicas.
Misa Kobayashi (小林 魅 沙 Kobayashi Misa)
Uno de los compañeros de clase de Ichiko. Ella también detesta a Ichiko. Se le reconoce fácilmente debido a su apariencia grande y obesa, lo que la convierte en la única de las pocas estudiantes que no es atractiva. Ella tiene la piel oscura con el pelo amarillo atado en dos coletas con bandas de flores de color rosa en cada coleta. Ella también usa maquillaje que solo consiste en lápiz labial y rubor. Siempre se la ve llevando o comiendo alimentos (sobre todo onigiri).

### Dioses
Kumagai (熊 谷)
El leal compañero de Momiji que es un oso de peluche demoníaco. Como no puede hablar, a menudo se comunica escribiendo mensajes en un libro. Su cuerpo contiene muchos de los artículos de la desgracia de Momiji, que ella simplemente le arranca por casualidad. Su forma humana le da la apariencia de un hombre con una perilla y un largo cabello negro atado en una cola de caballo. Mientras gana la capacidad de hablar en este estado, Kumagai conserva la línea de puntos de la marca registrada que recorre el lado derecho de su cara que estaban presentes en su forma de oso de peluche.
Yamabuki (山 吹)
Expresado por: Akane Tomonaga (vomic), Kikuko Inoue (anime) (japonés)
El jefe de Momiji en el Reino de Dios de la desgracia, se puede ver desde su tamaño gigante. Implicado ser un fan secreto del glam rock. Su compañero es Saffron, una especie de panda. Al igual que Yamabuki, su tamaño es más grande que Teddy.
Momo'o Inugami (犬 神 桃 央 Inugami Momo'o)
Expresado por: Hiro Shimono (japonés)
Un dios perro masoquista que usualmente es convocado por Momiji. Es capaz de transformarse en un chihuahua con un agudo sentido del olfato, aunque se verá obligado a volver a la forma humana si experimenta demasiado placer, masoquismo o de otra manera. Más tarde entrena junto a Ranmaru para volverse más fuerte, lo que hace que los dos desarrollen un fuerte vínculo de amistad basado en su deseo compartido de proteger a Ichiko y Momiji de cualquier daño.
Tama (タ マ)
Expresado por: Ayaka Mori (japonés)
Un pequeño gatito que Momiji arregla para que Ichiko le haya enseñado cómo es perder a alguien importante para ella. Cuando Tama se pone en peligro debido a que el plan de Momiji va demasiado lejos, Ibuki le inyecta algo de energía de la fortuna, pero termina usando demasiado y transformándola en un Dios Maneki-neko.
Kuroyuri (黒 百合)
Expresado por: Ryōko Shiraishi (japonés)
También un Dios de la desgracia y un colega de Momiji, los dos crecieron juntos y fueron amigos de la infancia. Ella vino al Mundo Humano para cumplir con el deber de Momiji para poder tener el afecto de Yamabuki. A pesar de su deseo de tomar el crédito por la misión, Kuroyuri es un amigo leal de corazón. Su compañero es Gouda, una rana similar en forma y propósito a Kumagai.
Ibuki (伊 吹)
Expresado por: Kōji Yusa (japonés)
Un dios del baño cuya cabeza tiene la forma de una gran caca. Le dio a Ichiko un collar que le impide absorber la fortuna de otras personas.